# 金洪俊
金 洪俊（キム・ホンジュン、朝鮮語: 김홍준、1915年7月18日 - 1946年9月16日）は、日本統治時代の朝鮮の軍人。創氏改名による日本名は金澤 洪一。

## 生涯
1936年6月、中央陸軍訓練処第5期生として入学。ハルビンの第4教導隊での3か月間基礎軍事訓練を受けた後に入校し、1937年9月に卒業した。見習軍官を経て、同年12月に歩兵少尉に任官されたのち、歩兵第30団に配属された。1939年、間島特設隊にて幹部として服務し、その後1941年3月3日、満州国軍の中尉に進級した。1943年9月15日、熱河省から八路軍の討伐任務を完了したことにより、満州国から勲5位の景雲章を叙勲された。1944年3月前後に、間島特設隊の中隊長として服務中、熱河省楡樹林子一帯で行われた抗日武装部隊討伐活動に参加した。独立後は南朝鮮国防警備隊に勤務。1946年1月15日付で軍事英語学校を卒業して任中尉（軍番10008番）。第4連隊の編成に携わり、創設中隊長。同年5月、大隊長兼A中隊長の時に小隊長の趙岩少尉による中隊長排斥事件が起きると総司令部補給課長に転出。1946年9月26日、交通事故により31歳で死去した。死後、国立墓地に埋葬された。
死後は親日反民族行為者に認定された。